# 전주 삼경사 목조아미타여래좌상 (전북 유형문화재 제236호)
전주 삼경사 목조아미타여래좌상(全州 三景寺 木造阿彌陀如來坐像)은 대한민국 전북특별자치도 전주시 완산구, 삼경사에 있는 조선시대의 불상이다. 2015년 12월 28일 전라북도의 유형문화재 제236호로 지정되었다.

## 지정사유
1708년이라는 제작연대, 조각가 법종(法宗)의 제작, 아미타상(阿彌陀像)의 불상 명칭이 명확하게 밝혀져 있다. 18세기 전반의 불상 편년 기준이 되는 작품이다. 조상경『造像經』에 의거한 후령통(喉鈴筒) 등 복장유물이 완전하게 구비된 상태로 발견되어 그 가치가 매우 높다.

## 참고 자료
- 전주 삼경사 목조아미타여래좌상 - 국가유산청 국가유산포털